# هيرمان أندرسون
هيرمان أندرسون (بالسويدية: Herman Andersson)‏ هو سياسي سويدي، ولد في 15 مارس 1869 في السويد، وتوفي في 3 أكتوبر 1938. حزبياً، نشط في حزب الوسط السويدي. وقد انتخب عضو البرلمان السويدي ‏.